# Gia đình có con riêng
Gia đình có con riêng (tiếng Anh: stepfamily, blended family hay bonus family) là gia đình có cha và mẹ cùng với con riêng của một trong hai người (hoặc cả hai) cùng chung sống. Trong mối quan hệ này, người mẹ/cha không phải là ruột thịt thì gọi là mẹ kế/cha dượng, còn người con gọi là con riêng.

## Từ nguyên
Trong tiếng Anh, tiền tố step- được phát hiện sự dụng lần đầu vào thế kỷ thứ 8 trong một cuốn sách chú giải từ vựng song ngữ tiếng Anh cổ - Latinh, dưới dạng steop- và mang ý nghĩa là "mồ côi". 
Một số từ khác sau đó cũng được tìm thấy trong các văn bản tiếng Anh cổ là: stepbairn, stepchild và stepfather. Các từ này được dùng để chỉ vai vế trong một gia đình có cha/mẹ góa và sau đó lấy một người vợ/chồng mới, chúng cũng có liên hệ gần với từ ástíeped (có nghĩa là "người thân đã mất", "mồ côi"). Một số tiền tố khác trong ngữ tộc German cũng có điểm tuơng đồng về ngữ âm và ngữ nghĩa như: stiuf- (Old High German - tiếng thượng Đức cổ) và stjúp- (tiếng Bắc Âu cổ).

## Quan hệ gia đình
Một gia đình có con riêng hay có sự ghép giữa anh chị em cùng cha khác mẹ (và ngược lại) có thể gặp một số khó khăn về tài chính, điều kiện sống cũng như mối quan hệ tình cảm giữa các thành viên với nhau. Nhiều nghiên cứu đã cho thấy người cha/mẹ có quan hệ mâu thuẫn với vợ/chồng cũ có thể gây ảnh hưởng về tâm lý và cảm xúc cho trẻ, trong khi nếu quan hệ quá thân thiết cũng có thể khiến cho vợ/chồng mới không hài lòng và bất an.